# Dalatal
Das Dalatal ist ein im schweizerischen Oberwallis gelegenes, rechtes (nördliches) Seitental des Rhonetals, in dem der Wintersport- und Kurort Leukerbad liegt. Der Name leitet sich von der durch das Tal fliessenden Dala ab.

## Lage
Das Dalatal führt vom Ursprung der Dala am Südfuss des Balmhornmassivs zunächst in südwestlicher Richtung. In diesem oberen Teil befindet sich auch die Dalaschlucht. Der obere Talabschnitt wird im Norden durch Balmhorn, Rinderhorn, die Plattenhörner und den Gemmipass begrenzt. Die Südseite wird durch eine Kette von Gipfeln gebildet, die vom Ferdenrothorn über das Majinghorn bis zum Torrenthorn reicht. Zwischen Ferdenrothorn und Majinghorn liegt mit dem Ferdenpass ein hochalpiner Übergang ins Lötschental.
Im Bereich der Ortschaft Leukerbad wendet sich der Fluss in südlichere Richtung und bildet ein auch weiterhin sehr steilwandiges, schluchtartiges Tal, das im Osten von den Ausläufern des Torrenthorns und im Westen von Daubenhorn und Trubelstock begrenzt wird.

## Ortschaften
Ungefähr in der Mitte des Tals, unterhalb von Daubenhorn und Gemmipass, liegt mit dem Kurort Leukerbad die grösste Siedlung im Tal.
Auf einem kleinen Plateau auf der Westschulter des unteren Talabschnittes liegt die Ortschaft Inden, ein sehenswertes Haufendorf mit eng aneinander gebauten Häusern und schmalen Gassen, die dem eingeschränkten Platzangebot Rechnung tragen. Gegenüber von Inden liegt am steilen Hang das Dorf Albinen.
Am Ausgang des Dalatals ins Rhonetal liegen sich das historische Städtchen Leuk auf der Ostseite und das Weinbaudorf Varen gegenüber.

## Geschichte
Im Dalatal wurden an verschiedenen Orten, so zum Beispiel in der Nähe der Dalaschlucht, eine bedeutende Anzahl altertümlicher Ausgrabungsstücke entdeckt, was darauf schliessen lässt, dass das Tal schon in römisch-helvetischer Zeit bewohnt war. Das Gebiet war höchstwahrscheinlich damals schon aufgrund seiner Thermalquellen für die Menschen ein attraktiver Lebensraum.
Das Dalatal war durch den Saumpfad über die Gemmi für lange Zeit Teil eines wichtigen Transport- und Handelsweges zwischen Wallis und Bern.

## Verkehr
Über das untere Dalatal führen zwei Strassenbrücken: eine 81 m lange Bogenbrücke aus dem 19. Jahrhundert unterhalb von Inden und Albinen sowie die moderne Strassenbrücke zwischen Leuk und Varen am Talausgang. Die Hauptstrasse 211 Susten–Leuk–Leukerbad führt in das Dalatal. Die ehemalige Leuk-Leukerbad-Bahn verband die Ortschaften des Dalatals.
Koordinaten: 46° 23′ 0″ N, 7° 38′ 0″ O; CH1903: 614978 / 136903